# Egér és oroszlán
Az Egér és oroszlán 1957-ben bemutatott magyar rajzfilm, amely Aiszóposz meséje alapján készült. 1957-ben jött létre a Pannónia Filmstúdió első animációs film stúdiója, a Szinkron Filmgyártó Vállalat részeként. Az animációs játékfilm rendezője Macskássy Gyula. A forgatókönyvet Benczés Ernő és Várnai György írta, a zenéjét Farbinger István szerezte.

## Alkotók
- Rendező és képtervező: Macskássy Gyula
- Forgatókönyvíró: Benczés Ernő, Macskássy Gyula, Várnai György
- Zeneszerző: Farbinger István
- Operatőr: Cseh András, Király Erzsébet
- Hangmérnök: Császár Miklós
- Vágó: Czipauer János
- Tervező: Szabó Szabolcs, Várnai György
- Háttértervező: Molnár László
- Rajzoló: Bátai Éva, Dlauchy Ferenc, Jedon Erzsébet, Kiss Bea, László Andor, Máday Gréte, Mocsáry Ida, Nagy Pál, Spitzer Kati, Szabó Judit, Vásárhelyi Magda, Vörös Gizella
- Színes technika: Dobrányi Géza
- Gyártásvezető: Bártfai Miklós

- A laboratóriumi munkák a Magyar Filmlaboratórium Vállalatnál készültek.
- Készítette a Pannónia Filmstúdió.

## Szereplők
- Egér: Váradi Hédi
- Oroszlán: Balajthy Andor